# 跛行
跛行是一種異常步态，例如一個人走路時看上去只依靠一條腿走路，另一條腿似乎用不上力氣，這種情況就是跛行。跛行可能是由疼痛、創傷、骨骼畸形等因素引起的。不過即使沒有受傷，也有人可能會跛行，例如罹患敗血性關節炎的患者，就有可能走路異常。 